# Chilomys
Chilomys is een geslacht van zoogdieren uit de familie van de Cricetidae. De wetenschappelijke naam van het geslacht werd in 1897 gepubliceerd door Oldfield Thomas.

## Soorten
Er worden 7 soorten in dit geslacht geplaatst:
- Chilomys carapazi Brito & Pardiñas, 2022
- Chilomys fumeus Osgood, 1912
- Chilomys georgeledecii Brito, Tinoco, R. García, C. Koch, & Pardiñas, 2022
- Chilomys instans (O. Thomas, 1895)
- Chilomys neisi Brito, Tinoco, R. García, C. Koch, & Pardiñas, 2022
- Chilomys percequilloi Brito, Tinoco, R. García, & Pardiñas, 2022
- Chilomys weksleri Brito, R. García, C. M. Pinto, & Pardiñas, 2022

Aepeomys · Chilomys · Rhipidomys · Thomasomys